# Moishe Postone
Moishe Postone (Canadá, 17 de abril de 1942-19 de marzo de 2018) fue un historiador, profesor universitario, filósofo y economista político canadiense. Fue profesor en el departamento de historia y de estudios judíos de la Universidad de Chicago. En los años 1980 propuso una teoría crítica adaptada al mundo actual basada sobre una relectura de Marx en ruptura con el marxismo tradicional. Al igual que Robert Kurz, es un teórico de la crítica del valor.
Falleció el 19 de marzo de 2018 a causa de cáncer.

## Inicios
Moishe Postone vive en Fráncfort del Meno de 1976 a 1982. Colabora en el Instituto de Investigación Social y obtiene en 1983 un doctorado en la Universidad Johann Wolfgang Goethe. Filósofo e historiador del pensamiento alemán, es especialista del antisemitismo moderno y de la historia de las ideas en Europa. Sus investigaciones también incluyen la teoría social, en particular la crítica de la modernidad, la Alemania del siglo XX y las transformaciones globales contemporáneas.

## Pensamiento
Moishe Postone es considerado como uno de los máximos exponentes de la corriente teórica llamada "crítica del valor" al igual que Robert Kurz (1943-2012) en Alemania o de Jean-Marie Vincent (1934-2004) en Francia.
Su libro Tiempo, trabajo y dominación social (Necessity, Labor and Time: A Reinterpretation of the Marxian Critique of Capitalism), publicado en inglés en 1993 es la síntesis de varios años de estudio y fue saludado por su importancia teórica y su innovación.
Partiendo de una relectura de Marx según la cual el capitalismo es una forma de dominación impersonal, Moishe Postone rompe con la idea de « sujeto » propia del marxismo tradicional. Rechazando la oposición entre los capitalistas, supuestos sujetos dominantes, y los trabajadores, supuestos sujetos emancipadores, plantea el capital como el verdadero sujeto, el « sujeto autómata » del cual la humanidad debe liberarse. Tarea difícil ya que, individual o colectiva, afirmativa o crítica, toda subjetividad está impregnada por las estructuras sociales del capitalismo. Una conciencia oposicional es posible, pero debe ser lo suficientemente reflexiva como para romper con el pensamiento sometido al fetiche-capital y evitar así caer en una u otra de las falsas críticas del capitalismo, siendo el antisemitismo moderno desgraciadamente una de sus manifestaciones más visibles.
Mientras que el capitalismo neoliberal multiplica sus estragos (crisis económica, ecológica, alimentaria, etc.) y que la vida, sometida al trabajo abstracto, aparece siempre más fragmentada, privada de sentido, la crítica radical del mundo ha desaparecido. Frente al marxismo - y con él todos los restos de la izquierda - que reduce el pensamiento de Marx a una teoría apologética del capitalismo intervencionista de Estado, Moishe Postone libra los conceptos de Marx de los lastres marxistas y reelabora una teoría crítica que se enfrenta a la esencia misma del capitalismo : la forma de trabajo específica a esa formación social. El trabajo bajo el capitalismo no es una actividad exterior al capitalismo que habría que liberar ; es el fundamento del capitalismo, por lo que debe ser abolido. 
André Gorz dijo en una de sus últimas entrevistas : « Lo que más me interesa desde hace unos años es la nueva interpretación de la teoría crítica de Marx publicada por Moishe Postone. Ojalá sea traducida en francés al mismo tiempo que los tres libros de Robert Kurz.»

## Obras

### En español
- Marx Reloaded: Repensar la teoría critica del capitalismo, Madrid, Traficantes de Sueños, 2007
- Tiempo, trabajo y dominación social. Una reinterpretación de la teoría de Marx, Madrid, Irrecuperables.
- Historia e indefensión: movilización de masas y formas contemporáneas de anticapitalismo, Encrucijadas, 2015 (disponible online)
- “Habría que organizarse bajo una idea que fuese mucho más que la distribución colectiva de los bienes y servicios”, entrevista con Moishe Postone, Encrucijadas, 2014 (disponible online)

### En inglés
- Necessity, Labor and Time: A Reinterpretation of the Marxian Critique of Capitalism, Social Research, n° 45, 1978
- Anti-Semitism and National Socialism, in A. Rabinbach and J. Zipes (eds.), Germans and Jews Since the Holocaust, New York: Holmes and Meier, 1986.
- History and Critical Social Theory (Review essay on Jürgen Habermas, The Theory of Communicative Action) in Contemporary Sociology. Vol. 19, n.º 2, March, 1990.
- After the Holocaust: History and Identity in West Germany, in K. Harms, L.R. Reuter and V. Dürr (eds.), Coping with the Past: Germany and Austria after 1945, Madison: University of Wisconsin Press, 1990.
- Political Theory and Historical Analysis, in C. Calhoun (éd.), Habermas and the Public Sphere, Cambridge, Mass.: MIT Press, 1992.
- Bourdieu: Critical Perspectives, (Codirection avec Craig Calhoun and Edward LiPuma), Chicago and Cambridge: University of Chicago Press and Polity Press, 1993.
- Time, Labor and Social Domination: A Reinterpretation of Marx's Critical Theory, New York and Cambridge: Cambridge University Press, 1993.
- Deconstruction as Social Critique: Derrida on Marx and the New World Order, [review essay on Jacques Derrida, Specters of Marx] in History and Theory, October, 1998.
- Rethinking Marx in a Postmarxist World, in Charles Camic (éd.), Reclaiming the Sociological Classics. Cambridge, Mass.: Blackwell Publishers, 1998.
- Contemporary Historical Transformations: Beyond Postindustrial and Neo-Marxist Theories, Current Perspectives in Social Theory. Vol. 19, 1999. Stamford, Conn: JAI Press Inc., 1999.
- « The Holocaust and the Trajectory of the Twentieth Century », in M. Postone and E. Santner (eds.) Catastrophe and Meaning, University of Chicago Press, 2003.
- Lukács and the Dialectical Critique of Capitalism, in R. Albritton and J. Simoulidis, (eds.), New Dialectics and Political Economy, Houndsmill, Basingstoke and New York: Palgrave Macmillan, 2003.
- Catastrophe and Meaning: The Holocaust and the Twentieth Century, [Codirection avec Eric Santner] Chicago: University of Chicago Press, 2003.
- Reflections on Jewish History as General History: Hannah Arendt's Eichmann in Jerusalem, in Raphael Gross and Yfaat Weiss (eds.), Jüdische Geschichte als Allgemeine Geschichte, Göttingen, Germany: Vandenhoeck and Ruprecht, 2006.
- « Critique, State, and Economy » in Fred Rush (éd.) The Cambridge Companion to Critical Theory, Cambridge: Cambridge University Press, 2004.
- Theorizing the Contemporary World: David Harvey, Giovanni Arrighi, Robert Brenner, in R. Albritton, B. Jessop, R. Westra (eds.), Political Economy of the Present and Possible Global Future(s), London, New York, Delhi: Anthem Press. 2007.
- " History and the Critique of Capitalism ", conferencia de Moishe Postone el 25 de noviembre de 2009 en Lille (Francia).

### En francés
- Marx est-il devenu muet ? : Face à la mondialisation, Éditions de l'Aube, 2003.
- Temps, travail et domination sociale : Une réinterprétation de la théorie critique de Marx, Mille et une Nuits, 2009.
- Critique du fétiche capital : Le capitalisme, l'antisémitisme et la gauche, PUF, 2013.